# Gortina
Gortina je naselje v Občini Muta. Prvič se omenja v 11.stoletju.